# ファニー・ジーフス＝コア

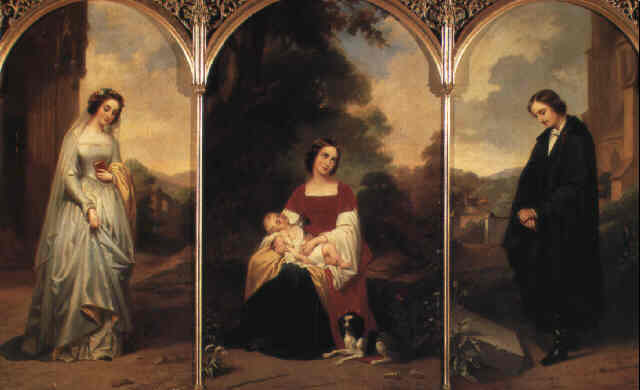
ジーフス＝コア作『女性の人生、哀れみ、愛、悲しみ』

ファニー・ジーフス＝コア（Isabelle Marie Françoise (Fanny) Geefs-Corr、1807年5月2日 - 1883年1月23日）はベルギーの画家、版画の原画家である。

## 略歴
ブリュッセル市にマシュー・コアとモニーク・ランディーの夫妻のもとに生まれた。両親は1802年にアイルランドからブリュッセルに移ってきて高級靴店を開いていた。兄弟に版画家になったエリン・コア(Erin Corr)と画家になったマルチド・コア(Mathilde Corr)がいる。
1836年に彫刻家のギョーム・ジーフス(Guillaume (Wilhelm) Geefs:1805-1883)と結婚した。夫の兄弟のJozef GeefsとJean Geefsも彫刻家として知られている。
ブリュッセル王立美術アカデミーの校長も務めたフランソワ＝ジョセフ・ナヴェスから絵を学んだ。ベルギー国王レオポルド1世の王妃、ルイーズ＝マリー・ドルレアンの肖像画などで知られている。夫の制作したレオポルド1世の彫像を描いて、兄のエリンが版画にして出版したこともあった。パリやベルギーの展覧会に出展し何度か入選した。1845年にブリュッセル王立美術アカデミーの名誉会員に選ばれた。

## 作品

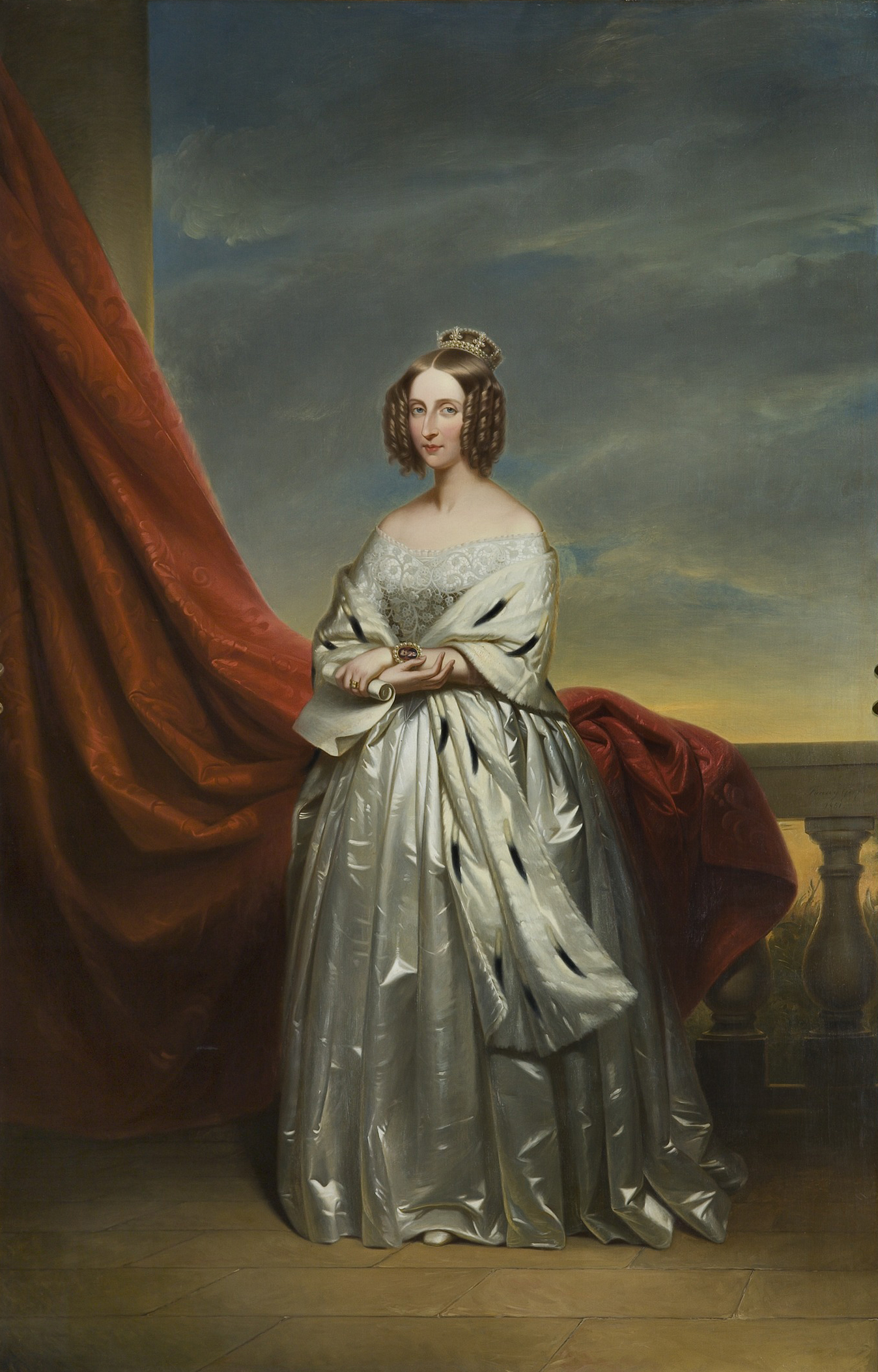
王妃ルイーズ＝マリー・ドルレアンの肖像 (1861)
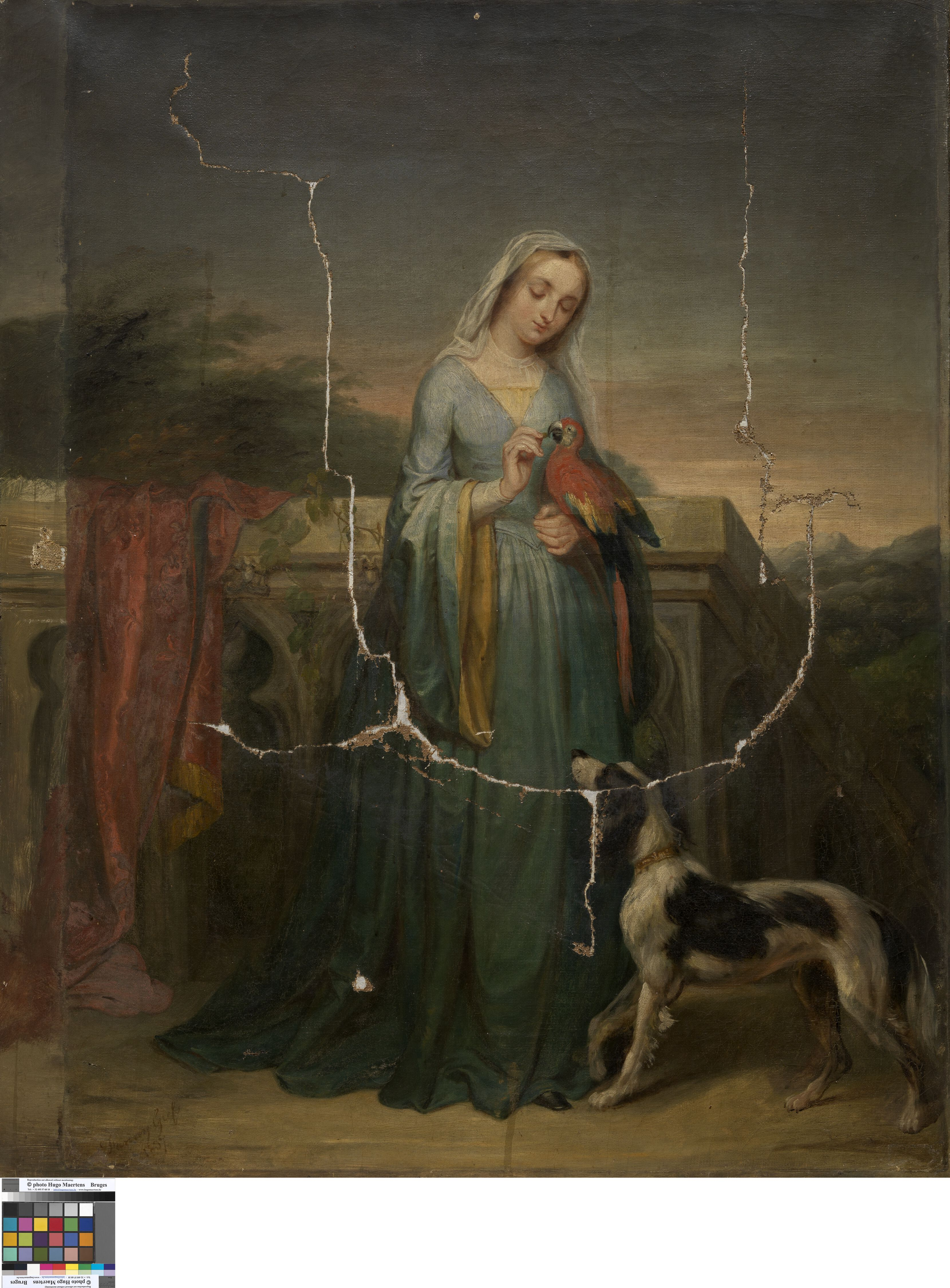
オウムを持つ婦人 (1837)